# دهستان مبارکه
مبارکه، دهستانی است از توابع بخش مرکزی شهرستان بافق در استان یزد ایران.

## جمعیت
براساس سرشماری سال ۱۳۸۵ جمعیت آن ۳٬۸۶۹ نفر (۱٬۰۷۵ خانوار) بوده‌است.